# Triatlon op de Paralympische Zomerspelen 2024 - PTS3 mannen
De triatlon voor de mannen klasse PTS3 op de Paralympische Zomerspelen 2024 vond plaats op Zondag 2 september. Het was de eerste keer dat deze klasse op het programma van de Paralympische Spelen stond. De titel werd gewonnen door Daniel Molina uit Spanje, de zilveren medaille ging naar [[[Max Gelhaar]] uit Duitsland, het brons was voor Nico van der Burgt. De 11 deelnemers startten bij Pont Alexandre-III en moesten achtereenvolgens 750 meter zwemmen in de Seine, twintig kilometer wielrennen en vijf kilometer hardlopen.
De PTS3 is de klasse voor triatleten met een lichamelijke handicap die in een grotere mate moeite hebben met hardlopen en wielrennen. In zowel het fiets- als hardloopgedeelte mogen geamputeerde atleten een goedgekeurde prothese of andere ondersteunende hulpmiddelen gebruiken.

## Wedstrijdverslag
Na 750 meter zwemmen was het de Spanjaard Daniel Molina die met 11:22 minuut het snelste bleek, maar van der Burgt zat daar slechts vier seconden achter en had dus prima aansluiting. De Duitser Max Gelhaar volgde op zo’n twintig seconden, maar dichtte het gaatje op de fiets en zo ontstond er dus een kopgroep van drie man. Uitgerekend de snelste zwemmer, Molina, moest al na een paar kilometer op de fiets lossen en zag dat Van der Burgt en Gelhaar er met z’n tweeën vandoor gingen. Die situatie bleef ongewijzigd tot in T2; Van der Burgt en Gelhaar bleven samen en begonnen tegelijkertijd aan de afsluitende vijf kilometer hardlopen, terwijl Molina zich nog niet volledig gewonnen gaf en op vijftig seconden achterstand aan de run begon. Tijdens het lopen bleek er echter geen maat te staan op de op achterstand geraakte Spanjaard: terwijl Gelhaar in de eerste kilometer zo’n tien seconden wegliep bij Van der Burgt, was het Molina die zijn vizier op scherp had staan en beide mannen tot slechts een paar seconden naderde. Niet veel later ging hij zelfs aan zowel Van der Burgt als Gelhaar voorbij, om uiteindelijk naar de overwinning en dus Paralympische titel te lopen. Molina won de race in 1:08:05. Gelhaar werd tweede in 1:08:43 en Van der Burgt won het brons in 1:09:24.

## Uitslag
| rang   | naam               | naam | Zwemmen | Wielrennen | Hardlopen | totaal  |          |
| ------ | ------------------ | ---- | ------- | ---------- | --------- | ------- | -------- |
| Goud   | Daniel Molina      | ESP  | 11:22   | 47:36      | 19:26     | 1:08:05 |          |
| Zilver | Max Gelhaar        | GER  | 11:44   | 46:49      | 20:55     | 1:08:43 | +0:38    |
| Brons  | Nico van der Burgt | NED  | 11:26   | 46:55      | 21:31     | 1:09:24 | +1:19    |
| 4      | Henry Urand        | GBR  | 15:49   | 49:54      | 19:29     | 1:10:24 | +2:19 1P |
| 5      | Cédric Denuzière   | FRA  | 12:49   | 48:51      | 21:02     | 1:10:34 | +2:29    |
| 6      | Ibrahim Al Hussein | RPT  | 11:35   | 49:30      | 22:20     | 1:12:34 | +4:29 1P |
| 7      | Diego Lardón       | ESP  | 16:52   | 50:54      | 22:29     | 1:14:14 | +6:09    |
| 8      | Viktor Chebotarev  | NPA  | 13:54   | 53:49      | 21:58     | 1:16:38 | +8:33    |
| 9      | Michael Herter     | FRA  | 14:36   | 51:48      | 24:27     | 1:17:19 | +9:14    |
| 10     | Kim Hwang-tae      | KOR  | 24:58   | 1:01:33    | 21:19     | 1:24:01 | +15:56   |
| 11     | Justin Godfrey     | AUS  | 17:15   | 56:24      | 35:30     | 1:32:49 | +24:44   |